# Paul-Émile Laviron
Pour les articles homonymes, voir Laviron (homonymie).
Paul-Émile Laviron, né à Besançon le 23 mars 1811 et mort à Paris le 5 juin 1899, est un avocat et militant socialiste fouriériste français.

## Biographie
Paul-Émile-François Laviron est le fils de Marguerite Jannin et d'Hippolyte-Bon Laviron, avocat et commissaire de police à Besançon. Il est le frère de l'abbé Aristide Laviron, chanoine honoraire de Bordeaux et aumônier du collège Chaptal et de Gabriel Laviron, artiste peintre, critique d'art et révolutionnaire.
Licencié en droit et avocat à Paris, Paul-Émile Laviron publie en 1837 une brochure à propos de la loi sur les faillites, où il expose les limites du principe libéral de la libre concurrence.
En 1848, il participe à la Révolution de février en prenant les armes. À ce titre, le 25 février, il demande - en vain - au gouvernement provisoire de la République à être nommé directeur provisoire du ministère de la Justice et des cultes. Dès cette époque, il côtoie Pierre-Joseph Proudhon. Au mois d'avril 1848, Paul-Émile Laviron prend la présidence du Club des hommes lettrés. Cette association, qui se réunit à l’École de médecine, classée comme « réunion rouge » par Alphonse Lucas (qui confond les deux frères Laviron), ressemble moins à un club politique qu'à une sorte de syndicat ayant pour mission d'aider ses membres à trouver un emploi. L'un des vice-présidents du club est le fabuliste socialiste Pierre Lachambeaudie. Quelque temps plus tard, au mois de juin, Laviron tente de lancer un journal intitulé Le Tribun du peuple, « journal des révélations politiques, archives du favoritisme, du cumul et de tous les abus ».
Laviron se fait plus discret sous le Second Empire. En 1856, il fait breveter une sorte de turbine rotative pour cheminée qu'il baptise « fumivulse ».
Fervent partisan de la création d'une caisse de retraite nationale alimentée par l’État, Laviron rédige dans ce sens une pétition, qu'il adresse à l'Assemblée nationale le 20 novembre 1875 et qui est renvoyée, le 2 décembre suivant, à la Commission d'enquête sur la situation des classes ouvrières en France, présidée par Ferdinand Ducarre. En 1881, il est l'un des membres fondateurs de l’Œuvre du droit des travailleurs à la retraite, dont il est élu président le 29 janvier 1882. En 1886, il consacre à ce sujet un ouvrage publié sous l'égide de La Revue socialiste de Benoît Malon. Ce dernier en fait notamment la promotion dans L'Intransigeant de Rochefort. La loi sur les Retraites ouvrières et paysannes ne sera finalement votée qu'une dizaine d'années après la mort de Laviron.
Candidat aux Élections législatives de 1881 dans le 20e arrondissement de Paris, il recueille à peine quelques dizaines de voix, très loin derrière Léon Gambetta.
A la fin de sa vie, Laviron collabore au journal fouriériste La Rénovation, fondé par Hippolyte Destrem.
Frappé de cécité depuis plusieurs années, Laviron rend son dernier soupir le soir du 5 juin 1899 à son domicile du no 9 de l'avenue de Laumière. Ses funérailles civiles ont lieu le 9 juin au crématorium-columbarium du Père-Lachaise, où plusieurs discours sont prononcés, notamment par les socialistes Jean Allemane, Antide Boyer et Jean-Baptiste Dumay.

## Œuvres
- Observations sur les faillites et banqueroutes, et sur le dernier projet de loi présenté aux Chambres, ou Recherches sur les réformes à opérer dans la législation commerciale, Paris, Renard, 1837, 56 p.
- L’Évangile devant le siècle, examen historique des doctrines du christianisme, 1846.
- L’Église et le pouvoir, 1847.
- Récit authentique de la séance révolutionnaire tenue à l'hôtel de ville pendant la nuit du 24 au 25 février 1848, Paris, Collibert, 1848, 32 p.
- Projet de caisse de retraite pour les ouvriers : pétition adressée à l'Assemblée nationale le 20 novembre 1875, Paris, 1876, 108 p.
- Qu'est ce que l’État ? ou l’État et les partis, Paris, 1880, 88 p.
- Le Droit des travailleurs à la retraite, Paris, Revue socialiste, 1886, 260 p.
- Boulangisme et parlementarisme, Paris, Imprimerie nouvelle (Association ouvrière), 1888, 42 p.
- Causes de la décadence du boulangisme, Paris, Lambert, 1890.
- Un Mot sur le socialisme intégral de Charles Fourier, à propos du droit à l'existence et du droit à la retraite, Paris, Leroy, 1895, 20 p.
- Le Socialisme français et le collectivisme allemand, Paris, Allemane, 1895, 8 p.
- La Morale d'après Charles Fourier, Paris, Allemane, 1897.
- L’Éducation au point de vue du progrès social, Paris, Allemane, 1897.